# Eremiascincus
Eremiascincus är ett släkte av ödlor. Eremiascincus ingår i familjen skinkar.
Arter enligt Catalogue of Life:
- Eremiascincus fasciolatus
- Eremiascincus richardsonii

IUCN listar dessutom:
- Eremiascincus antoniorum
- Eremiascincus brongersmai
- Eremiascincus butlerorum
- Eremiascincus douglasi
- Eremiascincus emigrans
- Eremiascincus intermedius
- Eremiascincus isolepis
- Eremiascincus musivus
- Eremiascincus pallidus
- Eremiascincus pardalis
- Eremiascincus phantasmus
- Eremiascincus timorensis